# 玛丽斯塔德市镇
玛丽斯塔德市镇（瑞典語：Mariestads kommun）是瑞典西部西约塔兰省的一个市镇。其治所位于玛丽斯塔德。